# 千頭森林鉄道

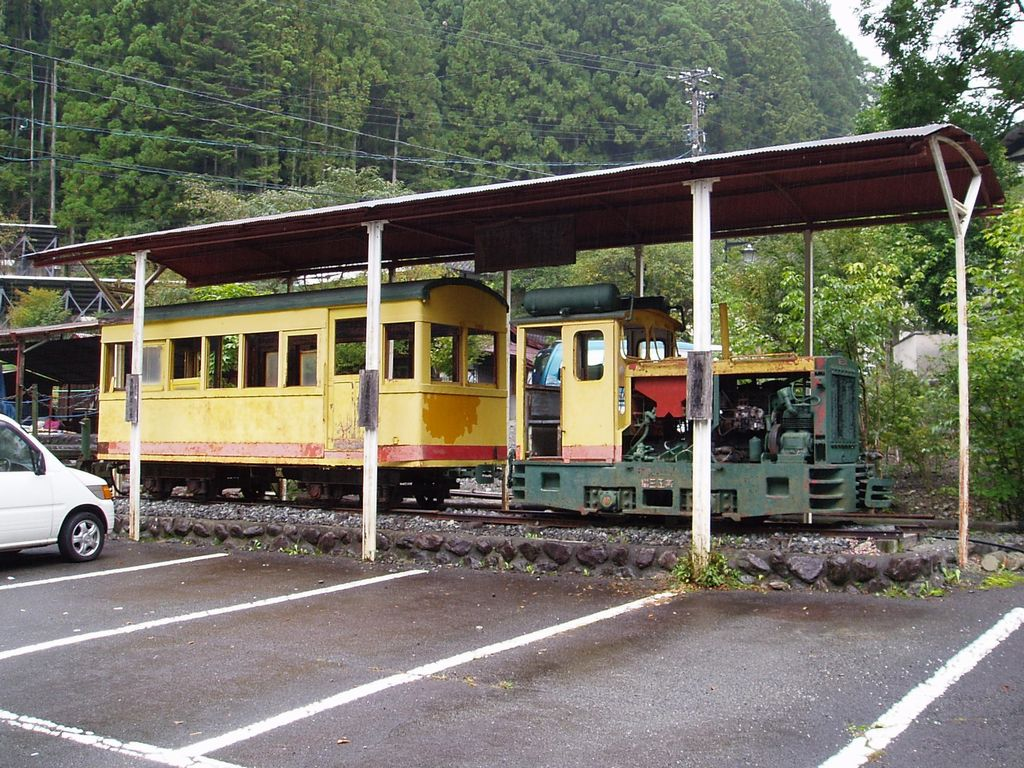
千頭森林鉄道で使用されていた車両（寸又峡温泉で保存されている車両）

千頭森林鉄道（せんずしんりんてつどう）とは、静岡県榛原郡川根本町の大井川水系寸又川一帯に路線を持っていた森林鉄道である。東京営林局千頭営林署が運営していた。
沢間停車場では大井川鉄道（現 大井川鐵道）井川線沢間駅と接続していた。大井川鉄道井川線千頭駅 - 沢間駅は、当森林鉄道の乗り入れのため、762mmと1067mmの三線軌条であった。
木材運搬のみならず、電力会社が発電所やダムの維持管理のために使用していた。また、一時期、寸又峡温泉への観光客、宿泊客の運搬を行なっていた。

## 建設の経緯
- 元々は、第二富士電力（後に富士電力と合併。中部電力の前身の一つ）が千頭ダムの建設の際、赤石山脈の帝室林野局の御料林、千頭御領林（後の千頭国有林）から伐採される木材を、寸又川を用いた筏での運搬が出来なくなることに対しての、水利権の補償として建設された。
- このため当初は、第二富士電力が千頭ダム建設の資材運搬中心に運行すると共に、帝室林野局の木材を受託運搬していた。
- 千頭ダムが完成すると、富士電力は路線を帝室林野局（現林野庁）名古屋支局千頭出張所に無償譲渡し、千頭森林鉄道となった。なお、千頭森林鉄道になった後も、電力会社が発電所やダムの維持管理の為に自前の機関車で、森林鉄道を使用していた。

## 路線データ
- 軌間：762mm
- 動力：内燃（ガソリン）
- 本線 千頭 - 柴沢・・・44.0km
  - 停車場・交換場：千頭 - 沢間[1] - 閑蔵 - 吉木 - 松崎 - 大間発電所 - 大間 - 大間堰堤 - 尾崎坂 - 湯山発電所 - 樽沢 - 平之沢 - 千頭堰堤 - （天地索道所）[2] - 大樽沢 - 諸之沢 - 小根沢 - 大根沢分岐点 - 栃沢 - 釜ヶ島 - 柴沢
- 大間川支線・・・10.4km
  - 停車場・交換場：尾崎坂 - 大間川堰堤 - 青薙沢 - 広河原
- 天地索道[3]・・・1375m
- 逆河内支線 大樽沢 - 庄尾・・・3.8km
- 大根沢支線 大根沢分岐点 - 大根沢複線・・・0.3km
- 大根沢索道・・・2451m
- 西俣作業軌道・・・350m

その他、多数の索道、インクライン、作業軌道があった。

## 歴史
- 1931年（昭和6年）9月：第二富士電力により、寸又川専用軌道沢間 - 大間間（10.5km）が開通。木材は沢間から川根電力索道に積み替えられて輸送された。
- 1933年（昭和8年）12月：大間 - 千頭堰堤間（9.8km）が開通。
- 1934年（昭和9年）5月：大間川支線尾崎坂 - 大間川堰堤間（5.9km）が開通。
- 1935年（昭和10年）3月20日：大井川専用軌道の開通に伴い、沢間から大井川電力専用軌道に乗り入れる形で沢間 - 千頭間（3.0km）の運行を開始。同時に川根電力索道への積み替えは中止された。
- 1935年（昭和10年）8月：千頭堰堤 - 大樽沢間（4.3km）が開通。
- 1935年（昭和10年）：千頭ダム完成。
- 1936年（昭和11年）：第二富士電力が富士電力に合併。
- 1936年（昭和11年）：大井川専用軌道が大井川鉄道大井川本線に合わせ、762mmから1067mmに改軌。千頭駅 - 沢間駅は、富士電力専用軌道の乗り入れのため、762mmと1067mmの三線軌条になる。
- 1938年（昭和13年）：大間発電所完成。富士電力専用軌道は帝室林野局名古屋支局千頭出張所に無償譲渡され、千頭森林鉄道に改称。
- 1939年（昭和14年）：大樽沢 - 大根沢間（6.0km）が開通。
- 1945年（昭和20年）：大根沢 - 柴沢間（10.1km）が開通。
- 1947年（昭和22年）：東京営林局千頭営林署の所轄に変更。
- 1951年（昭和26年）：千頭 - 尾崎坂間で、寸又峡温泉への観光客、宿泊客用の列車の運行開始。客車「すまた1 - 3号」は、寸又峡温泉の観光協会が浜松電気鉄道のガソリンカーを購入、改造したもの。中部電力の機関車が牽引。
- 1951年（昭和26年）：天地索道が開通。上河内川流域の開発開始。千頭堰堤 - 大樽沢間に天地索道所が新設され、天地索道で輸送された木材はここで積み替えがされた。
- 1951年（昭和26年）頃：柴沢からの木材輸送終了に伴い柴沢 - 栃沢間（8.3km）が廃止。
- 1956年（昭和31年）：大根沢索道、西俣作業軌道が開通。大根沢流域の開発開始。
- 1957年（昭和32年）：大根沢支線が開通。同時に大根沢は大根沢分岐点に名称を変更。
- 1962年（昭和37年）：大間川支線大間川堰堤 - 広河原間（4.5km）が開通。
- 1962年（昭和37年）：逆河内支線が開通。
- 1963年（昭和38年）：寸又峡温泉への観光客、宿泊客用の列車の運行中止。
- 1968年（昭和43年）：大根沢流域の開発が終了。
- 1969年（昭和44年）：全線廃止。[4]

## 接続路線
- 沢間停車場（大井川鉄道井川線 沢間駅・川根電力索道 奥沢間駅）
- 千頭駅（大井川鉄道大井川本線・井川線、千頭駅）
  - 井川線千頭駅 - 沢間駅間に乗り入れ。

## 遺構
- 寸又峡温泉から大間ダムに向かう途中に、大間駅跡が保存されている。
- また、アプトいちしろ駅にも旧線「川根市代駅」も残っている。

## 代替輸送
現在、当該路線の代替輸送は大井川鐵道バス寸又峡線により行われている。
木材輸送およびダム・発電所の維持に関しては、代替として寸又右岸林道、大間川林道、寸又左岸林道とその支線の日向林道が建設され、トラックによる輸送に切り替えられたが、その後の林業の衰退で寸又左岸林道と日向林道はその大半が廃道となった。